# Gran Premio Industria e Commercio di Prato 1966
Il Gran Premio Industria e Commercio di Prato 1966, ventunesima edizione della corsa, si svolse il 31 luglio 1966 su un percorso di 258 km, con partenza e arrivo a Prato. Fu vinto dall'italiano Italo Zilioli della Sanson davanti ai suoi connazionali Michele Dancelli e Roberto Ballini.

## Ordine d'arrivo (Top 10)
| Pos. | Corridore          | Squadra         | Tempo    |
| ---- | ------------------ | --------------- | -------- |
| 1    | Italo Zilioli      | Sanson          | 6h58'00" |
| 2    | Michele Dancelli   | Molteni         |          |
| 3    | Roberto Ballini    | Filotex         |          |
| 4    | Giancarlo Polidori | Vittadello      |          |
| 5    | Adriano Passuello  | Legnano-Pirelli |          |
| 6    | Roberto Poggiali   | Bianchi         |          |
| 7    | Paolo Gelli        | Filotex         |          |
| 8    | Giuseppe Fezzardi  | Molteni         |          |
| 9    | Mario Di Toro      | Vittadello      |          |
| 10   | Arnaldo Pambianco  | Salvarani       |          |